# 樂天銀行
樂天銀行（日语：／ Rakuten Ginko Kabushikigaisha）是日本的純網絡銀行，為日本樂天信用卡的全資附屬公司。截至2018年12月20日，樂天銀行為日本市場佔有率最高的純網絡銀行，擁有約700萬的開戶數。
受次貸危機影響，eBANK所持有的次級按揭令其2007年會計年度結算時帳面損失達234億300万日元，需要尋求增資。樂天 (Rakuten)其後與eBANK締結資本及業務提携協議，eBANK隨即修改公司章程並發行總價約200億日元的優先股666,000股供樂天認購，於2008年9月交割。自此入主eBANK且開始主導經營。
eBANK在2009年6月易名為樂天銀行，正式加入樂天集團傘下。及後樂天又進行股份公開收購（TOB），購得508,092股，共計91.93%，作價165億55百万日元。
樂天在2018年推行組織再編，樂天銀行改編附屬於樂天信用卡。
2019年，樂天銀行和樂天信用卡與台灣的國票金融控股合組成立台灣版的純網路銀行樂天國際商業銀行，獲金管會核發執照。樂天銀行總行在2020年7月6日自東京都世田谷區的Rakuten Crimson House遷移至港区的NBF 品川 Tower。

## 沿革
樂天銀行前身為eBANK（日语：／ Ī Ginko Kabushikigaisha），於2000年1月14日成立，是日本第二間開展業務的純網絡銀行。2001年業務正式展開前曾暫名「日本電子財務計畫」，當時的主要股東有伊藤忠商事、三井海上火災保險、大和生命保險、DAITEC、CRESCO和日本雅虎。

## 外部連結
- 楽天銀行 官方網站 （页面存档备份，存于）（日語）
- 樂天銀行的X（前Twitter） （日語）
- 樂天銀行的Facebook專頁 （日語）
- YouTube上的樂天銀行頻道 （日語）